# Spentrup
Spentrup – miasto w Danii, w regionie Jutlandia Środkowa, w gminie Randers.